# Фіцг'ю (Оклахома)
Фіцг'ю (англ. Fitzhugh) — місто (англ. town) в США, в окрузі Понтоток штату Оклахома. Населення — 183 особи (2020).

## Географія
Фіцг'ю розташований за координатами 34°39′29″ пн. ш. 96°46′0″ зх. д. / 34.65806° пн. ш. 96.76667° зх. д. (34.658094, -96.766542).  За даними Бюро перепису населення США в 2010 році місто мало площу 18,75 км², уся площа — суходіл.

## Демографія
Згідно з переписом 2010 року, у місті мешкало 230 осіб у 89 домогосподарствах у складі 69 родин. Густота населення становила 12 особи/км².  Було 90 помешкань (5/км²).
Расовий склад населення:
| - 83,0 % — білих - 11,7 % — корінних американців |

До двох чи більше рас належало 5,2 %. Частка іспаномовних становила 0,0 % від усіх жителів.
За віковим діапазоном населення розподілялося таким чином: 25,2 % — особи молодші 18 років, 58,3 % — особи у віці 18—64 років, 16,5 % — особи у віці 65 років та старші. Медіана віку мешканця становила 40,8 року. На 100 осіб жіночої статі у місті припадало 91,7 чоловіків;  на 100 жінок у віці від 18 років та старших — 83,0 чоловіків також старших 18 років.
Середній дохід на одне домашнє господарство  становив 64 061 долар США (медіана — 52 188), а середній дохід на одну сім'ю — 71 761 долар (медіана — 71 250). Медіана доходів становила 35 000 доларів для чоловіків та 42 857 доларів для жінок. За межею бідності перебувало 10,2 % осіб, у тому числі 6,3 % дітей у віці до 18 років та 16,7 % осіб у віці 65 років та старших.
Цивільне працевлаштоване населення становило 123 особи. Основні галузі зайнятості: освіта, охорона здоров'я та соціальна допомога — 40,7 %, науковці, спеціалісти, менеджери — 13,8 %, будівництво — 8,1 %, роздрібна торгівля — 7,3 %.